# Argynnis sobrina
Argynnis sobrina är en fjärilsart som beskrevs av Gustav Weymer 1890. Argynnis sobrina ingår i släktet Argynnis och familjen praktfjärilar. Inga underarter finns listade i Catalogue of Life.